# هيو سميث (سياسي)
هيو سميث هو سياسي كندي، ولد في 3 سبتمبر 1839. حزبياً، نشط في حزب أونتاريو المحافظ التقدمي. وقد انتخب عضو برلمان مقاطعة أونتاريو.